# Liste de films japonais sortis en 2013
Cette page présente une liste (non exhaustive) de films japonais sortis en 2013.
| Titre                                                 | Réalisateur       | Genre                   | Date de sortie    |
| ----------------------------------------------------- | ----------------- | ----------------------- | ----------------- |
| Albator, corsaire de l'espace                         | Shinji Aramaki    | Science-fiction         | 3 septembre 2013  |
| Détective Conan : Un détective privé en mer lointaine | Kōbun Shizuno     | Action                  | 20 avril 2013     |
| Dragon Ball Z: Battle of Gods                         | Masahiro Hosoda   | Fantastique, action     | 30 mars 2013      |
| Kamikaze, le dernier assaut                           | Takashi Yamazaki  | Guerre                  | 21 décembre 2013  |
| Fune wo amu                                           | Yuya Ishii        | Drame                   | 25 mars 2013      |
| Le Conte de la princesse Kaguya                       | Isao Takahata     | Fantastique, historique | 23 novembre 2013  |
| Judge, le film live                                   | Yô Kohatsu        | Drame                   | 8 novembre 2013   |
| La Maison de la radio                                 | Nicolas Philibert | Documentaire            | 8 février 2013    |
| Miss Zombie                                           | Sabu              | Horreur                 | 9 septembre 2013  |
| Le Dernier Pub avant la fin du monde                  | Edgar Wright      | Comédie                 | 28 août 2013      |
| Shield of Straw                                       | Takashi Miike     | Thriller                | 26 avril 2013     |
| R100                                                  | Hitoshi Matsumoto | Comédie dramatique      | 12 septembre 2013 |

### Source de la traduction
- (en) Cet article est partiellement ou en totalité issu de l’article de Wikipédia en anglais intitulé « List of Japanese films of 2013 » (voir la liste des auteurs).